# Сурманидзе, Хасан Маирович
Хасан Маирович Сурманидзе (1920, село Пачха, Батумский уезд, Грузинская демократическая республика — 1998, село Пачха, Хулойский муниципалитет, Аджария, Грузия) — звеньевой колхоза имени Стаханова Хулойского района, Грузинская ССР. Герой Социалистического Труда (1949).

## Биография
Родился в 1920 году в крестьянской семье в селе Пачха Батумского уезда. После окончания местной сельской школы трудился рядовым колхозником, заведующим складом в колхозе имени Стаханова Хулойского района. В послевоенные годы — звеньевой табаководческого звена.
В 1948 году звено под его руководством собрало в среднем с каждого гектара по 25,1 центнера листьев табака сорта «Трапезонд» с площади 3 гектара. Указом Президиума Верховного Совета СССР от 3 мая 1949 года удостоен звания Героя Социалистического Труда за «получение высоких урожаев кукурузы и табака в 1948 году» с вручением ордена Ленина и золотой медали «Серп и Молот» (№ 3528).
После выхода на пенсию проживал в родном селе Пачха. С 1981 года — персональный пенсионер союзного значения. Умер в 1998 году.